# روبرت كالدر
روبرت كالدر هو كاتب كندي، ولد في 3 أبريل 1941.